# Stemhebbende labiodentale affricaat
Een stemhebbende labiodentale affricaat ([b̪͡v]) is een zeldzame medeklinker die wordt geïnitieerd als een stemhebbende labiodentale plosief [b̪], maar uitgesproken als een stemhebbende labiodentale fricatief [v]. 
Het XiNkuna-dialect van Tsonga kent deze affricaat, bijvoorbeeld in het woord [ʃileb̪͡vu] "kin".  
Deze pagina bevat fonetische informatie in het IPA, die in sommige browsers mogelijk niet correct wordt weergegeven.
Waar symbolen in paren voorkomen, vertegenwoordigt het rechter teken een stemhebbende medeklinker. Gearceerde gebieden bevatten medeklinkers die worden beschouwd als onuitspreekbaar.
Zie ook: IPA, Klinkers